# Георгиевское (Заволжский район)
Георгиевское — село в Заволжском районе Ивановской области, входит в состав Волжского сельского поселения.

## География
Село расположено на берегу реки Колдома в 27 км на запад от центра поселения села Воздвиженье и в 36 км на запад от районного центра Заволжска. 

## История
В XVII веке по административно-территориальному делению село входило в Костромской уезд. По церковно-административному делению приход относился к Плесской десятине. В 1620 году упоминается церковь "вел. Христова мученика Егория в погосте в Колдомской волости". В писцовых книгах написано в Дуплехове стану. В 1629 г. "Погост на вотчинникове земле окольничаго Льва Ивановича, да Федора Борисовича Долматова-Карпова на реке Колдоме, а на погосте церковь страстотерпца Христова Георгия древяна клецки, а в церкви образы и свечи и книги и ризы и колокола и всякое церк. строенье вотчинниково и волостных людей, да церк. причетниковых двор дьячка Патрикейка Семенова сына попова, да в келье пономарь Безсонко Тарасов, в келье проскурница Натальица Петрова, да в 4 кельях нищие питаются от церкви Божии". В 1695 г. церковь — "в Колдомской волости на погосте Георгиевском". 
Каменная Знаменская церковь в селе с такой же колокольней построена в 1813 году на средства прихожан. Ограда каменная. Кладбище при церкви. Престолов было три: в честь Знамения Пресвятой Богородицы, Рождества св. Иоанна Предтечи и св. вмч. Георгия Победоносца.
В конце XIX — начале XX века село являлось центром Георгиевской волости Кинешемского уезда Костромской губернии, с 1918 года — в составе Иваново-Вознесенской губернии.
С 1929 года село являлось центром Георгиевского сельсовета Кинешемского района Ивановской области, с 1935 года — в составе Наволокского района, с 1954 года — в составе Новлянского сельсовета, с 1958 года — в составе Заволжского района, с 2005 года — в составе Волжского сельского поселения.

## Население
| 1872 | 1897 | 2002 | 2010 |
| ---- | ---- | ---- | ---- |
| 110  | ↗191 | ↘7   | ↘4   |

## Достопримечательности
В селе расположена недействующая Церковь Георгия Победоносца (1813).